# ネバダ州の郡一覧
ネバダ州の郡一覧は、アメリカ合衆国ネバダ州内の郡の一覧である。ネバダ州内には16の郡と1つの郡に属さない市がある。

## 歴史
1861年11月25日、ネバダ準州議会第一会期で9つの郡を設立した。1864年10月31日、ネバダはアメリカ合衆国の州に昇格し、このときは11の郡があった。1919年にハンボルト郡から分離してパーシング郡が創設され、ネバダ州では最も新しい郡になっている。1969年、オームズビー郡とカーソンシティが統合し、カーソンシティと呼ばれる一つの自治体になった。

## ネバダ州の郡の一覧
下表はアルファベット順である。
| ネバダ州の郡の一覧          | ネバダ州の郡の一覧 | ネバダ州の郡の一覧 | ネバダ州の郡の一覧 | ネバダ州の郡の一覧 | ネバダ州の郡の一覧 |
| 郡名                        | 郡庁所在地         | 設立年             | 人口 （2020年）    | 面積(km2)          | 地図               |
| --------------------------- | ------------------ | ------------------ | ------------------ | ------------------ | ------------------ |
| カーソンシティ Carson City  | （独立市）         | 1969年             | 58,639             | 373                |                    |
| チャーチル郡 Churchill      | ファロン           | 1861年             | 25,516             | 12,766             |                    |
| クラーク郡 Clark            | ラスベガス         | 1908年             | 2,265,461          | 20,489             |                    |
| ダグラス郡 Douglas          | ミンデン           | 1861年             | 49,488             | 1,839              |                    |
| エルコ郡 Elko               | エルコ             | 1869年             | 53,702             | 44,501             |                    |
| エスメラルダ郡 Esmeralda    | ゴールドフィールド | 1861年             | 729                | 9,295              |                    |
| ユーレカ郡 Eureka           | ユーレカ           | 1873年             | 1,855              | 10,816             |                    |
| ハンボルト郡 Humboldt       | ウィネマッカ       | 1861年             | 17,285             | 24,988             |                    |
| ランダー郡 Lander           | バトルマウンテン   | 1861年             | 5,734              | 14,229             |                    |
| リンカーン郡 Lincoln        | ピオチェ           | 1866年             | 4,499              | 27,545             |                    |
| ライアン郡 Lyon             | ヤーリントン       | 1861年             | 59,235             | 5,164              |                    |
| ミネラル郡 Mineral          | ホーソーン         | 1911年             | 4,554              | 9,731              |                    |
| ナイ郡 Nye                  | トノパー           | 1864年             | 51,591             | 47,001             |                    |
| パーシング郡 Pershing       | ラブロック         | 1919年             | 6,650              | 15,563             |                    |
| ストーリー郡 Storey         | バージニアシティ   | 1861年             | 4,104              | 684                |                    |
| ワショー郡 Washoe           | リノ               | 1861年             | 486,492            | 16,426             |                    |
| ホワイトパイン郡 White Pine | イーリー           | 1869年             | 9,080              | 22,991             |                    |

## 廃止された郡
- ブルフロッグ郡、1987年にナイ郡の一部から設立された。設立自体が違憲となり、1989年に廃止された[1]。
- レイク郡、1861年に設立された9郡の1つ。1862年にループ郡と改名され、一部が1864年にカリフォルニア州のラッセン郡になった。ネバダ州に残っていた部分は1883年にワショー郡に吸収された[1]。
- オームズビー郡,、1861年に設立された9郡の1つ。1969年にカーソンシティと統合され、独立市を形成した[1]。